# Microvast
|  | Dieser Artikel wurde aufgrund wesentlicher Mängel auf der Wartungs- und Qualitätssicherungsseite des Portal:Unternehmen eingetragen. Artikel, die nicht signifikant verbessert werden können, werden gegebenenfalls gelöscht. Bitte hilf mit, die inhaltlichen Mängel dieses Artikels zu beseitigen, und beteilige dich an der Diskussion. |

Microvast Holdings, Inc. ist ein Batterietechnologieunternehmen mit Hauptsitz in Stafford, Texas, und wird an der NASDAQ-Börse gehandelt. Das Unternehmen entwirft, entwickelt und fertigt Batteriekomponenten und -systeme vor allem für elektrische Nutzfahrzeuge und Energiespeichersysteme (ESS) im industriellen Maßstab. Microvast verfügt über Produktionsstätten in den Vereinigten Staaten, China und Deutschland.
Nach eigenen Angaben hat das Unternehmen mehr als 2000 Mitarbeiter.

## Geschichte
Microvast wurde 2006 von Yang Wu in Houston, Texas, zusammen mit seiner chinesischen Tochtergesellschaft, Microvast Power Systems (chinesisch: 微宏动力系统) in Huzhou, China, gegründet. Die erste Generation von Batterien wurde 2009 vorgestellt, die Produktion in der Fabrik in Huzhou begann 2010. [citation needed]
Im März 2017 begann das Unternehmen mit dem Bau seiner „Phase III“-Produktionsanlage in Huzhou.
Im Jahr 2019 gewann das Unternehmen in Zusammenarbeit mit Forschern des Argonne National Laboratory einen R&D 100 Award für ein neuartiges „High-energy density and safe battery system“.
Im Juli 2020 feierte Microvast das Richtfest seines neuen Werkes in Ludwigsfelde.
Am 10. Februar 2021 gaben Beamte des Bundesstaates Tennessee und Microvast bekannt, dass das Unternehmen in Clarksville eine neue Produktionsstätte für die Herstellung von Batteriezellen, -modulen und -packs errichten wird, die im Sommer 2022 in Betrieb genommen werden soll.
Am 26. Juli 2021 ging das Unternehmen durch eine Fusion mit einer speziellen Übernahmegesellschaft an die Börse.
Am 1. November 2021 eröffnete Microvast ein neues Forschungs- und Entwicklungszentrum in Orlando, Florida.

### Gestrichene Bundeszuschüsse
Am 19. Oktober 2022 veröffentlichte das US-Energieministerium das „Bipartisan Infrastructure Law Battery Materials Processing and Battery Manufacturing & Recycling Funding Opportunity Announcement“ und vergab 2,8 Milliarden US-Dollar an eine Reihe öffentlicher und privater US-Unternehmen. Das Unternehmen erhielt 200 Millionen US-Dollar, um die Entwicklung einer Anlage zur Herstellung thermisch stabiler Polyaramid-Separatoren in Clarksville, Tennessee, in Partnerschaft mit General Motors zu unterstützen. Der Bundeszuschuss rief Kritik vom US-Abgeordneten Frank Lucas und US-Senator John Barrasso hervor.
Im Mai 2023 strich das US-Energieministerium den Zuschuss in Höhe von 200 Millionen Dollar für Microvast. Ein geplantes Microvast-Werk in Hopkinsville, Kentucky, wurde daraufhin gestoppt.

## Deutschland
Die Microvast GmbH mit Sitz in Ludwigsfelde produziert seit März 2021 Batterien. Außerdem ist hier die Europa-Zentrale von Microvast.